# Terra de Bunge

Terra de Bunge ou Zemlya Bunge (em russo:  Земля Бунге) é uma zona intermediária de um enorme vazio e quase árida. É localizada entre Kotelny e Faddeyevsky, que, diferentemente da Terra de Bunge, poderiam ser descritas como ilhas adequadas. Arenosa e plana, sua área é de 6200 km². Como ela se encontra no máximo a apenas 8 m acima do nível do mar, a Terra de Bunge é inundada durante vagas de tempestade, exceto por uma área muito pequena no sudoeste que se ergue a uma altitude de 11 a 21 m acima do nível do mar. A área que é periodicamente submersa, responde por mais de 80% da superfície total e é praticamente desprovida de vegetação. A Terra de Bunge recebeu o nome do zoólogo e explorador russo Alexander Alexandrovich Bunge.